# Пен Чжень
Пен Чжень (кит. спр. 彭真, піньїнь: Péng Zhēn, 12 жовтня 1902, повіт Цюйво провінції Шаньсі — 26 квітня 1997, Пекін) — китайський державний і політичний діяч XX століття. Входить до числа так званих «8 безсмертних Комуністичної партії Китаю».

## Біографія
Народився у селянській сім'ї у повіті Цюйво провінції Шаньсі, закінчив середню школу. У період навчання в педагогічному училищі в Тайюані вступив до Комуністичної спілки молоді Китаю, і того ж року — в КПК, брав участь у студентському та робітничому русі в Тайюані.
У 1926 переїхав у Тяньцзінь. Працював у районних та провінційному (пров. Хебей), а також тяньцзіньському міському комітетах КПК, в апараті Північнокитайського бюро ЦК КПК.
У 1935 очолив організаційний відділ, а пізніше став одним із секретарів Бюро ЦК КПК Північного Китаю.
У 1923—1937 неодноразово піддавався арештам; провів загалом близько шести років у в'язницях Пекіна та Тяньцзіня.
У травні 1937 приїхав у Яньань. На початку 1938 з частинами 115-ї дивізії 8-ї армії прибув у повіт Утай, який став центром Шаньсі-Чахар-Хебейського радянського району (командувач — Не Жунчжень). Введений до складу комітету КПК та урядової ради Шаньсі-Чахар-Хебейського радянського району, згодом призначений секретарем бюро ЦК КПК прикордонного району.
У 1941 призначений заступником ректора Центральної партійної школи в Яньані; йому доручено проведення кампанії з упорядкування стилю серед викладачів та слухачів школи.
У 1943 Пен Чжень, залишаючись на колишніх посадах, очолив організаційний відділ ЦК КПК.
В 1945 був делегатом VII з'їзду КПК, вперше обраний членом ЦК КПК.
У жовтні 1945 призначений політичним комісаром Об'єднаної демократичної армії Північного Сходу, введений до складу Північно-східного бюро ЦК КПК, а потім став одним із секретарів цього органу.
У 1947 звільнений від виконання всіх обов'язків на Північному сході. Весною 1948 призначений заступником завідувача організаційного відділу ЦК КПК.
У вересні 1949 був делегатом 1-ї сесії НПКРК, став членом Всекитайського комітету НПКРК; у жовтні введено до складу Центральної народної урядової ради, призначено заступником голови політико-юридичної комісії Державної адміністративної ради КНР; у листопаді затверджено головою Народної політичної консультативної ради Пекіна, призначено секретарем пекінського міського комітету КПК.
У січні 1950 очолив пекінську міську раду профспілок; у червні обрано до складу Політбюро ЦК КПК. У березні 1951 призначений головою міського народного уряду Пекіна (замість Не Жунчженя).
У 1956 очолив політико-юридичну групу ЦК КПК.
У квітні 1966 фактично відсторонений від керівництва пекінським міським комітетом КПК; у червні знято з посади голови міського уряду, а в серпні підданий критиці в «Женьмінь жибао» за протидію культурній революції. Хунвейбінівський друк називав Пен Чженя «чорним бандитом і контрреволюційним ревізіоністом», «головою чорної антипартійної банди» і вимагав «винесення йому смертного вироку».
20 квітня 1967 в промові на мітингу, присвяченому утворенню пекінського ревкому, Се Фучжі (призначений його головою) назвав Пен Чженя «контрреволюційним ревізіоністом, капітулянтом і агентом буржуазії», який «під час революційної боротьби виступав проти великих ідей Мао Цо Бяо». Згодом центральний китайський друк неодноразово піддав його нападкам, а пекінський ревком провів у липні 1967 «мітинг критики Пен Чженя та його кліки». Після 1968 про долю Пен Чжен тривалий час не було жодних відомостей.
Реабілітований у грудні 1978. У лютому 1979 призначений виконувачем обов'язків голови Комісії із законодавчої роботи ПК ВСНП 5-го скликання, у червні — головою комісії. У травні обраний депутатом ВСНП 5-го скликання від міста Пекін. У вересні знову обраний членом ЦК і введений до складу Політбюро ЦК КПК. У вересні 1980 на 3-й сесії ВСНП 5-го скликання затверджений заступником голови Комісії з перегляду Конституції.
З 18 червня 1983 до 13 квітня 1988 був головою Постійного комітету Всекитайських зборів народних представників 6-го скликання. Після 1988 відійшов від громадської діяльності.